# Lực đẩy của Glarus
Lực đẩy của Glarus (tiếng Đức: Glarner Überschiebung) là một lỗi lực đẩy chính của dãy núi Anpơ ở phía đông Thụy Sĩ. Cùng với lực đẩy, lớp phủ Helvetic đã bị đẩy hơn 100 km về phía bắc qua khu phức hợp của khối núi Aar và Infrahelvetic. Lực đẩy tạo sự tiếp xúc giữa lớp đá cũ Permi-Trias của nhóm Verrucano và lớp đá vôi trẻ kỷ Jura-Phấn Trắng cùng các đá trầm tích Kỷ Cổ Cận.
Glarus trồi lên trên một khu vực tương đối rộng lớn ở bang Glarus, St. Gallen, Graubünden do hướng nằm ngang của nó và địa hình của nó mang tính cục bộ cao. Những mỏm đá nổi tiếng gồm Lochsite gần Glarus, và một vách núi đá có tên Tschingelhörner nằm giữa làng Elm và Flims, tại đó có một hố tự nhiên được gọi là Martinsloch.

## Di sản thế giới
Lực đẩy đứt gãy kiểu này không hiếm gặp ở nhiều dãy núi trên thế giới nhưng Glarus là một ví dụ dễ tiếp cận và do đó nó đã đóng một vai trò quan trọng trong việc phát triển kiến thức địa chất về kiến tạo núi. Chính vì lý do này mà nó đã được UNESCO công nhận là Di sản thế giới dưới tên gọi "Vùng kiến tạo địa chất Arena Sardona trên dãy Anpơ Thụy Sĩ". Khu vực này có diện tích  32.850 hecta, cảnh quan chủ yếu là núi nằm giữa các vùng Surselva, Walensee và Linth. Tại đó là một số đỉnh núi cao trên 3.000 mét như Piz Sardona, Ringelspitz và Pizol.
Năm 2006, chính phủ Thụy Sĩ đã đề xuất đầu tiên về việc đề xuất đưa khu vực này vào danh sách di sản thế giới lên Liên minh Bảo tồn Thiên nhiên Quốc tế (IUCN). Tuy nhiên, IUCN không thấy được giá trị đặc biệt hay phổ quát nào tại đây nên đã từ chối đề xuất. Thụy Sĩ sau đó đã đưa ra một đề xuất mới vào tháng 3 năm 2008 và lần này đã thành công khi tháng 7 cùng năm, khi UNESCO công nhận khu vực trở thành Di sản thế giới như là "một ví dụ đặc biệt về việc kiến tạo núi thông qua va chạm lục địa và có các phần địa chất tuyệt vời thông qua lực đẩy kiến tạo".

## Lịch sử
Nhà tự nhiên học đầu tiên nghiên cứu lực đẩy Glarus là Hans Conrad Escher von der Linth (1767–1823). Ông phát hiện ra rằng, tại đây mâu thuẫn với Định luật chồng chất Steno khi những lớp đá trẻ hơn lại nằm dưới tại một số mỏm đá trồi lên ở Glarus. Con trai của ông Arnold Escher von der Linth  (1807–1872) là giáo sư địa chất đầu tiên của Viện Công nghệ Liên bang Thụy Sĩ đã lập bản đồ chi tiết hơn về cấu trúc sau đó đưa ra kết luận rằng, đó có thể là một lực đẩy lớn. Vào thời điểm đó, hầu hết các nhà địa chất học tin vào lý thuyết về học thuyết địa máng, trong đó nói rằng các ngọn núi được hình thành do chuyển động thẳng đứng từ bên trong vỏ Trái đất. Do đó mà Escher von der Linth đã gặp khó khăn trong việc giải thích kích thước của lỗi lực đẩy.
Năm 1848, ông mời nhà địa chất học người Anh Roderick Murchison đến khu vực để xem xét cấu trúc. Murchison đã quen với các lỗi lực đẩy lớn hơn ở Scotland và đồng ý với cách giải thích của Escher. Tuy nhiên, bản thân Escher cảm thấy không yên tâm về ý tưởng của mình và khi ông công bố các quan sát của mình vào năm 1866, ông lại giải thích lực đẩy Glarus là hai đường lồi hẹp lớn bị lật ngược. Giả thuyết này khá vô lý, vì vậy mà ông đã tự nhìn nhận riêng một cách kín đáo.
Người kế nhiệm ông tại Viện Công nghệ là Albert Heim (1849–1937) ban đầu mắc kẹt với cách giải thích của người tiền nhiệm về hai đường ngược. Tuy nhiên, một số nhà địa chất ủng hộ ý tưởng về một lực đẩy. Một trong số đó là nhà địa chất học người Pháp nổi tiếng Marcel Alexandre Bertrand (1847–1907), người đã giải thích các cấu trúc này là lực đẩy vào năm 1884, sau khi đọc các quan sát của Heims. Ông đã quen thuộc với kiến tạo núi Variscan, một lỗi lực đẩy lớn ở Ardennes, Bỉ. Trong khi đó, các nhà địa chất Anh bắt đầu nhận ra bản chất của các lực đẩy đứt gãy ở Cao nguyên Scotland. Năm 1883, nhà địa chất học người Scotland Archibald Geikie chấp nhận rằng, toàn bộ cao nguyên là một hệ thống lực đẩy. Các nhà địa chất Thụy Sĩ Hans Schardt và Maurice Lugeon sau đó đã phát hiện ra vào năm 1893 rằng ở miền tây Thụy Sĩ, các lớp đá kỷ Jura cũng nằm trên lớp đá trầm tích molasse trẻ hơn và lập luận rằng, cấu trúc của dãy Anpơ là một đống lớn các lớp đá vôi, những tảng đá lớn đã được đẩy lên trên nhau. Vào thời điểm chuyển giao thế kỷ, Heim cũng bị thuyết phục bởi lý thuyết mới. Ông và các nhà địa chất Thụy Sĩ khác hiện bắt đầu lập nhiều bản đồ chi tiết hơn về lớp phủ của Thụy Sĩ. Kể từ thời điểm đó, các nhà địa chất bắt đầu nhận ra lực đẩy có ở nhiều dãy núi trên thế giới.
Với sự ra đời của lý thuyết về kiến tạo mảng trong những năm 1950, người ta mới tìm được lời giải thích. Trong kiến tạo mảng, sự chuyển động nằm ngang của các mảng kiến tạo trên quyển mềm của Trái đất gây ra các lực nằm ngang bên trong lớp vỏ. Hiện nay, các nhà địa chất cho rằng hầu hết các chuỗi núi được hình thành do chuyển động hội tụ giữa các mảng kiến tạo.